# Centipeda (botanica)
 Centipeda   Lour., 1790 è un genere di piante angiosperme dicotiledoni della famiglia delle Asteraceae, sottofamiglia Asteroideae, tribù Athroismeae e sottotribù Symphyllocarpinae.

## Etimologia
Il nome del genere (Centipeda) deriva da due parole latine: "centi" ( = cento) e "ped" ( = piede) e significa ”cento piedi” . Tale nome è stato assegnato probabilmente a causa del portamento prostrato e con le foglie aderenti al terreno di alcune specie di questo genere. Questo genere è stato descritto per la prima volta dal missionario gesuita portoghese, paleontologo, medico e botanico João de Loureiro (1717-1791) nella pubblicazione ”Flora Cochinchinensis” del 1790.

## Descrizione

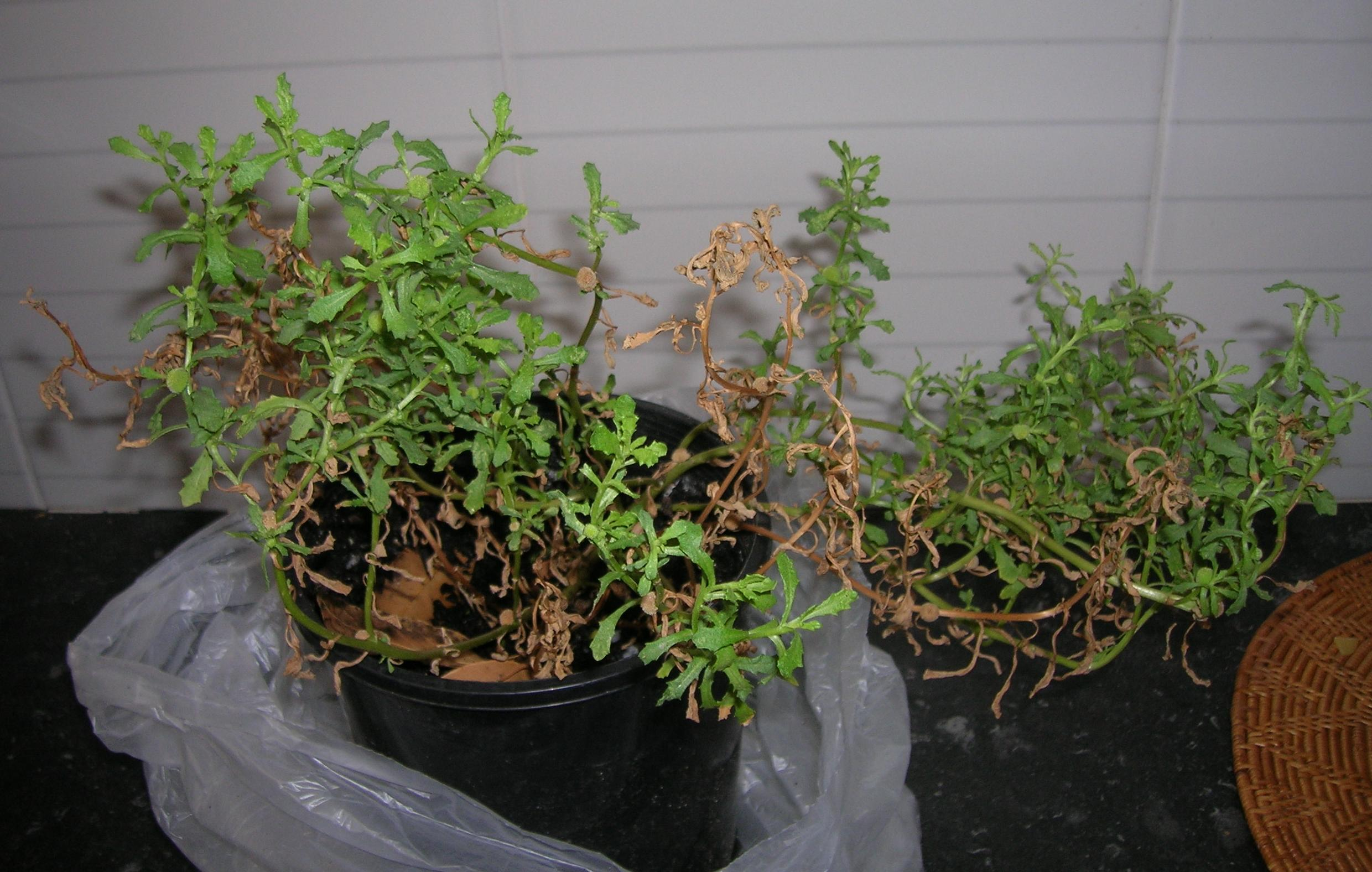
Il portamento (Centipeda cunninghamii)

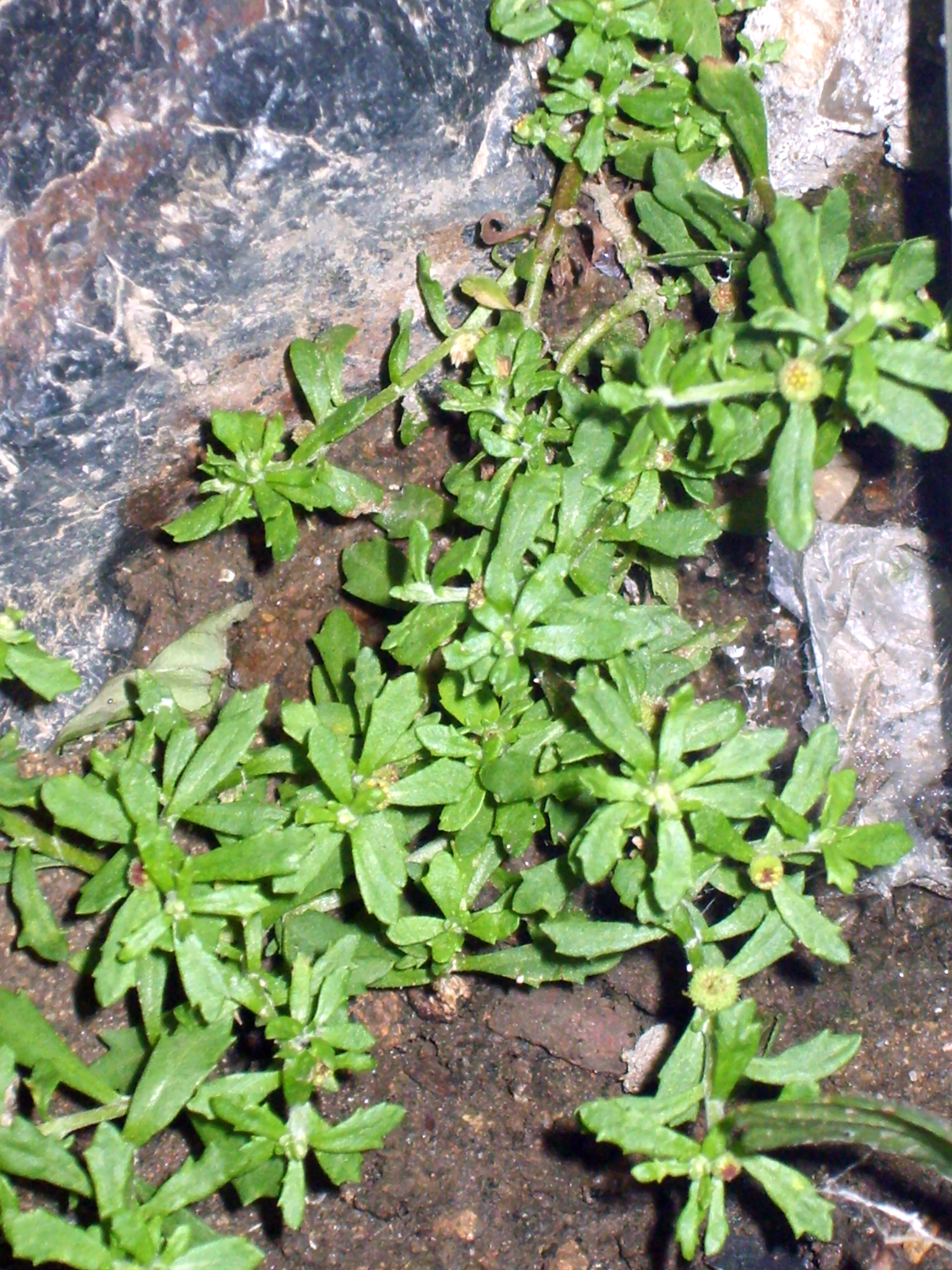
Le foglie (Centipeda minima)

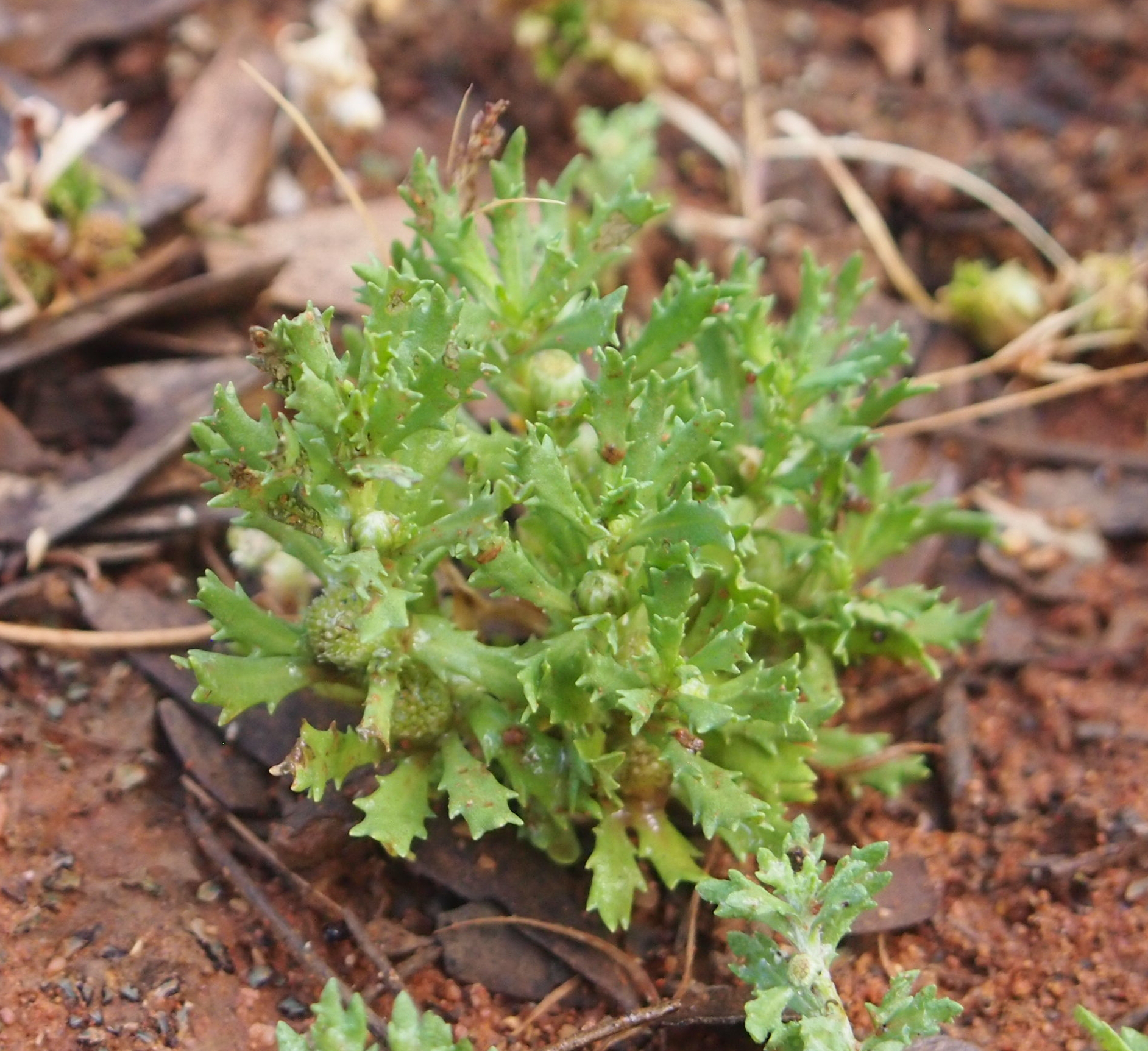
Infiorescenza (Centipeda crateriformis)

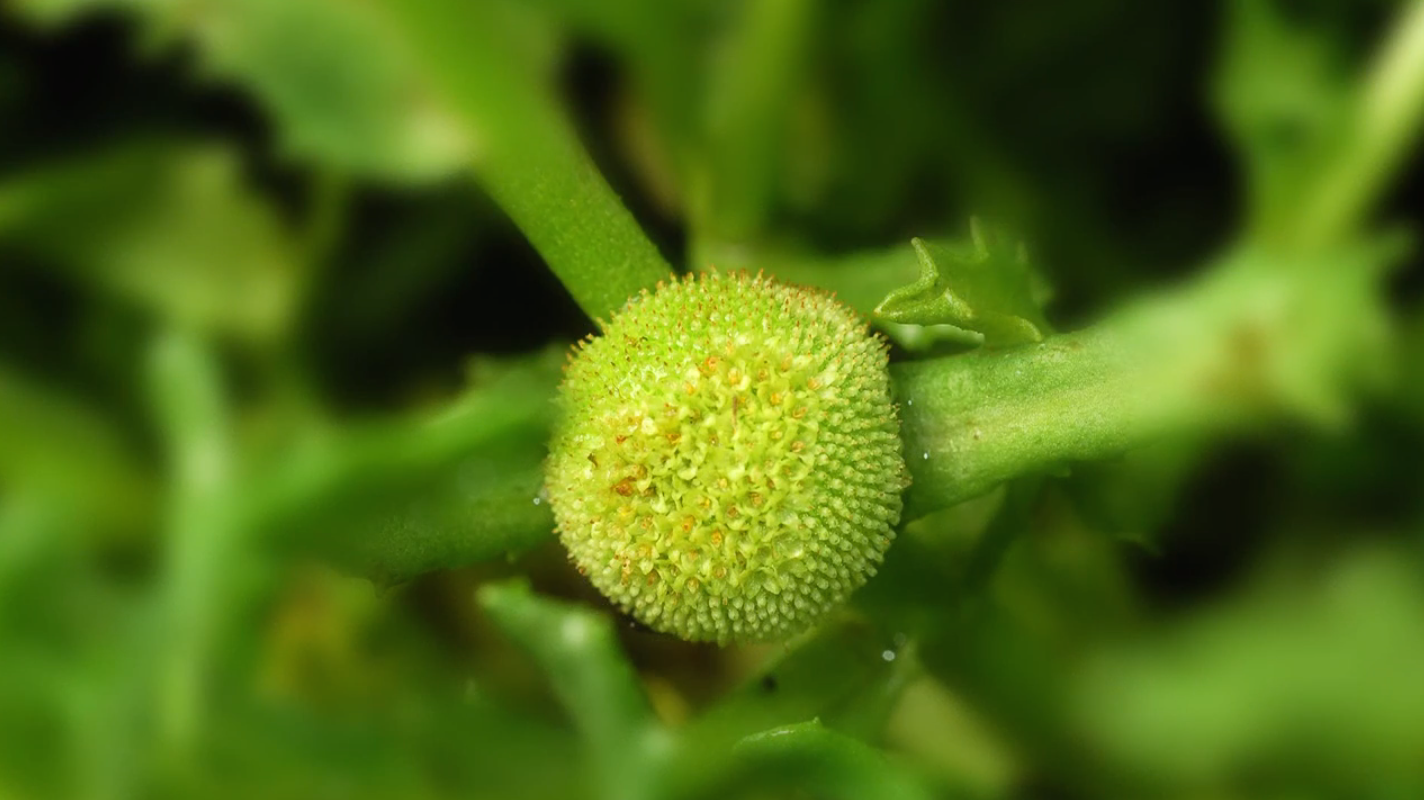
I fiori (Centipeda cunninghamii inflorescence)

Portamento. Le piante di questo genere hanno un habitus erbaceo (a volte con portamento prostrato) e con un ciclo biologico annuale o perenne.
Fusto. La parte aerea in genere è eretta o prostrata, semplice o ramosa. 
Foglie. Le foglie lungo il caule sono disposte in modo alterno. Sono sessili con lamine a forma lineare o obovata; sono variamente dentate (raramente i bordi sono interi).
Infiorescenza. L'infiorescenza è formata da capolini discoidi terminali (apparentemente ascellari) sessili o brevemente peduncolati. Sono per lo più solitari o in alcuni casi sono disposti in cime di tipo monocasio. Le infiorescenze vere e proprie sono formate da un capolino composto da un involucro, con forme da campanulate (o globose) o emisferiche, formato da diverse brattee, al cui interno un ricettacolo fa da base ai fiori di due tipi: raggio (non sempre presenti) e disco. Le brattee, piatte, a consistenza erbacea con dimensioni più o meno uguali oppure graduate con differenti lunghezze (disposizione embricata) si trovano su più serie (da 1 a 2); i margini sono scariosi. Il ricettacolo (che fa da base ai fiori) ha una superficie concava o convessa ed è privo di pagliette (a protezione della base dei fiori).
Fiori.  I fiori sono tetra-ciclici (formati cioè da 4 verticilli: calice – corolla – androceo – gineceo) e pentameri (calice e corolla formati da 5 elementi). Si distinguono in:
- fiori del raggio (esterni): in genere sono assenti;
- fiori del disco si distinguono in periferici e centrali; quelli periferici sono femminili e sono attinomorfi; quelli centrali sono ermafroditi con corolle campanulate.

- Formula fiorale:

*/x K {\displaystyle \infty }, [C (5), A (5)], G 2 (infero), achenio 
- Calice: i sepali del calice sono ridotti ad una coroncina di squame.

- Corolla: le corolle dei fiori periferici in genere sono di tipo ligulato, ma in alcuni casi i lobi (in numero di 3) sono ridotti ad una corolla tubolare; i colori delle corolle sono bianco-crema, verde, giallo pallido o purpureo. Le corolle dei fiori del disco sono tetramere (a quattro lobi) a forma campanulata; sono colorate come quelle dei fiori periferici; la superficie è glabra percorsa da pochi peli ghiandolari tricomi.

- Androceo: l'androceo è formato da 4 stami sorretti da filamenti generalmente liberi; gli stami sono connati e formano un manicotto circondante lo stilo. Le antere sono ialine e codate (non sono calcarate); le appendici delle antere, se presenti sono a forma ovata. Il tessuto endoteciale (rivestimento interno dell'antera) è quasi sempre polarizzato (con due superfici distinte: una verso l'esterno e una verso l'interno). Il polline è sferico con un diametro medio di circa 25 micron;  è tricolporato (con tre aperture sia di tipo a fessura che tipo isodiametrica o poro) ed è echinato (con punte sporgenti).

- Gineceo: l'ovario è infero uniloculare formato da 2 carpelli. Lo stilo (il recettore del polline) è profondamente bifido (con due stigmi divergenti) e con le linee stigmatiche marginali separate. I due bracci dello stilo hanno una forma da lanceolata a deltoide e possono essere papillosi o ricoperti da ciuffi di peli.

Frutti. I frutti sono degli acheni senza pappo. L'achenio ha una forma da clavata a sub-affusolata, con alcune coste longitudinali (3 – 4); la superficie è glabrescente; all'apice superiore sono presenti diversi tricomi disposti a forma di piccola corona.

## Biologia
Impollinazione: l'impollinazione avviene tramite insetti (impollinazione entomogama tramite farfalle diurne e notturne).

Riproduzione: la fecondazione avviene fondamentalmente tramite l'impollinazione dei fiori (vedi sopra).

Dispersione: i semi (gli acheni) cadendo a terra sono successivamente dispersi soprattutto da insetti tipo formiche (disseminazione mirmecoria). In questo tipo di piante avviene anche un altro tipo di dispersione: zoocoria. Infatti gli uncini delle brattee dell'involucro (se presenti) si agganciano ai peli degli animali di passaggio disperdendo così anche su lunghe distanze i semi della pianta. Inoltre per merito del pappo (se presente) il vento può trasportare i semi anche a distanza di alcuni chilometri (disseminazione anemocora).

## Distribuzione e habitat
L'habitat tipico delle piante di questo genere è quello delle zone sub-tropicali e temperate soprattutto dell'emisfero australe. Le specie di questo gruppo sono distribuire nelle seguenti località: Australia, Nuova Zelanda, Asia (sud-est), Madagascar, Papua Nuova Guinea e America del sud.

## Sistematica
La famiglia di appartenenza di questa voce (Asteraceae o Compositae, nomen conservandum) probabilmente originaria del Sud America, è la più numerosa del mondo vegetale, comprende oltre 23.000 specie distribuite su 1.535 generi, oppure 22.750 specie e 1.530 generi secondo altre fonti (una delle checklist più aggiornata elenca fino a 1.679 generi). La famiglia attualmente (2021) è divisa in 16 sottofamiglie; la sottofamiglia Asteroideae è una di queste e rappresenta l'evoluzione più recente di tutta la famiglia.

### Filogenesi
Il gruppo di questa voce è descritto nella sottotribù Symphyllocarpinae (tribù Athroismeae). La tribù Athroismeae, una delle 21 tribù della sottofamiglia Asteroideae, fa parte del supergruppo (o sottofamiglia) "Asteroideae grade"; l'altro è il supergruppo "Non-Asteroideae".  In base alle ultime ricerche nella tribù sono stati individuate 5 sottotribù. La sottotribù Symphyllocarpinae si trova, da un punto di vista filogenetico, nel "core" della tribù insieme alla sottotribù Anisopappinae. La sottotribù è caratterizzata da foglie sessili, da capolini del tipo disciforme, dal ricettacolo privo di pagliette e dalle corolle interne tetramere.
La sistemazione tassonomica di questo genere nella tribù delle Athroismeae è relativamente recente. In precedenza (1983) era descritto nella tribù delle Anthemideae, sottotribù Cotulinae  in quanto simile al genere Cotula. In realtà le specie del genere Centipeda differiscono nelle infiorescenze e soprattutto nelle corolle tubolari dei fiori femminili. Altri botanici in seguito hanno suggerito di posizionarle nelle Astereae o Gnaphalieae. Solamente in seguito ad analisi di tipo filogenetico su dati molecolari (Panero) sono state assegnate alla tribù delle Athroismeae e inizialmente alla sottotribù  Centipedinae, in seguito alla sottotribù Symphyllocarpinae.
I caratteri distintivi del genere sono:
- i capolini sono di  tipo discoide;
- il ricettacolo è privo di pagliette;
- le corolle più interne sono tetramere.

### Elenco delle specie
Questo genere ha 10 specie:
- Centipeda aotearoana N.G.Walsh, 2001
- Centipeda borealis N.G.Walsh, 2001
- Centipeda crateriformis N.G.Walsh, 2001
- Centipeda cunninghamii (DC.) A.Braun & Asch., 1867
- Centipeda elatinoides (Less.) Benth. & Hook.f. ex O.Hoffm., 1890
- Centipeda minima (L.) A.Braun & Asch., 1867
- Centipeda nidiformis N.G.Walsh, 2001
- Centipeda pleiocephala N.G.Walsh, 2001
- Centipeda racemosa F.Muell., 1882
- Centipeda thespidioides F.Muell., 1874

### Sinonimi
Sono elencati alcuni sinonimi per questa entità:
- Myriogyne Less